# Myrilla nigromaculata
Myrilla nigromaculata är en insektsart som beskrevs av Schmidt 1906. Myrilla nigromaculata ingår i släktet Myrilla och familjen lyktstritar. Inga underarter finns listade i Catalogue of Life.